# 弁護士探偵物語・天使の分け前
『弁護士探偵物語・天使の分け前』（べんごしたんていものがたり てんしのわけまえ）は、法坂一広による日本の推理小説、ミステリー小説。

## 概要
- 第10回『このミステリーがすごい!』大賞の大賞受賞作[1]。
- 「法曹界の課題を本当に理解してもらうにはどうしたらよいか」ということを考えて、毎晩、仕事から帰宅後に、4カ月半をかけ書き上げた作品である[要出典]。
- 現役弁護士が描く、ハードボイルドな酔いどれ弁護士が主人公の正統派法曹ミステリー。

## ストーリー
舞台は福岡。母子殺害事件の裁判のあり方をめぐって司法と検察に真っ向から異を唱えたことで、主人公弁護士の「私」は懲戒処分を受ける。復帰して間もなく、事件で妻子を奪われた男が主人公の前に現れ、再び、違和感を抱えていた事件に挑むことになるが。